# Jan Palfijn

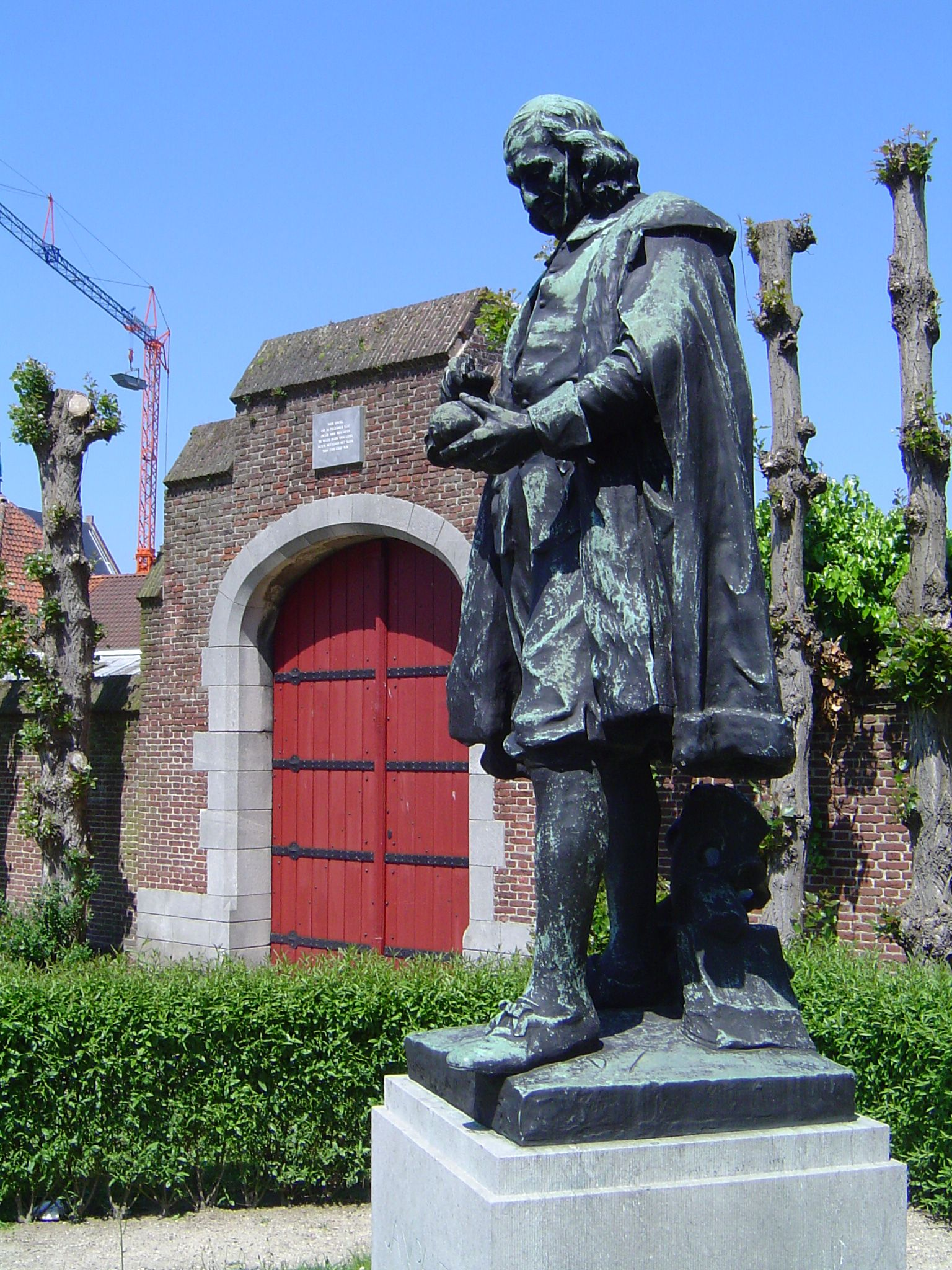
Jan Palfijn te Gent

Jan Palfijn (Kortrijk, 28 november 1650 – Gent, 21 april 1730) was een Vlaams verloskundige. Zijn naam is nauw verbonden aan de door hem ontworpen verlostang die hij in 1723 in de openbaarheid bracht.

## Levensloop

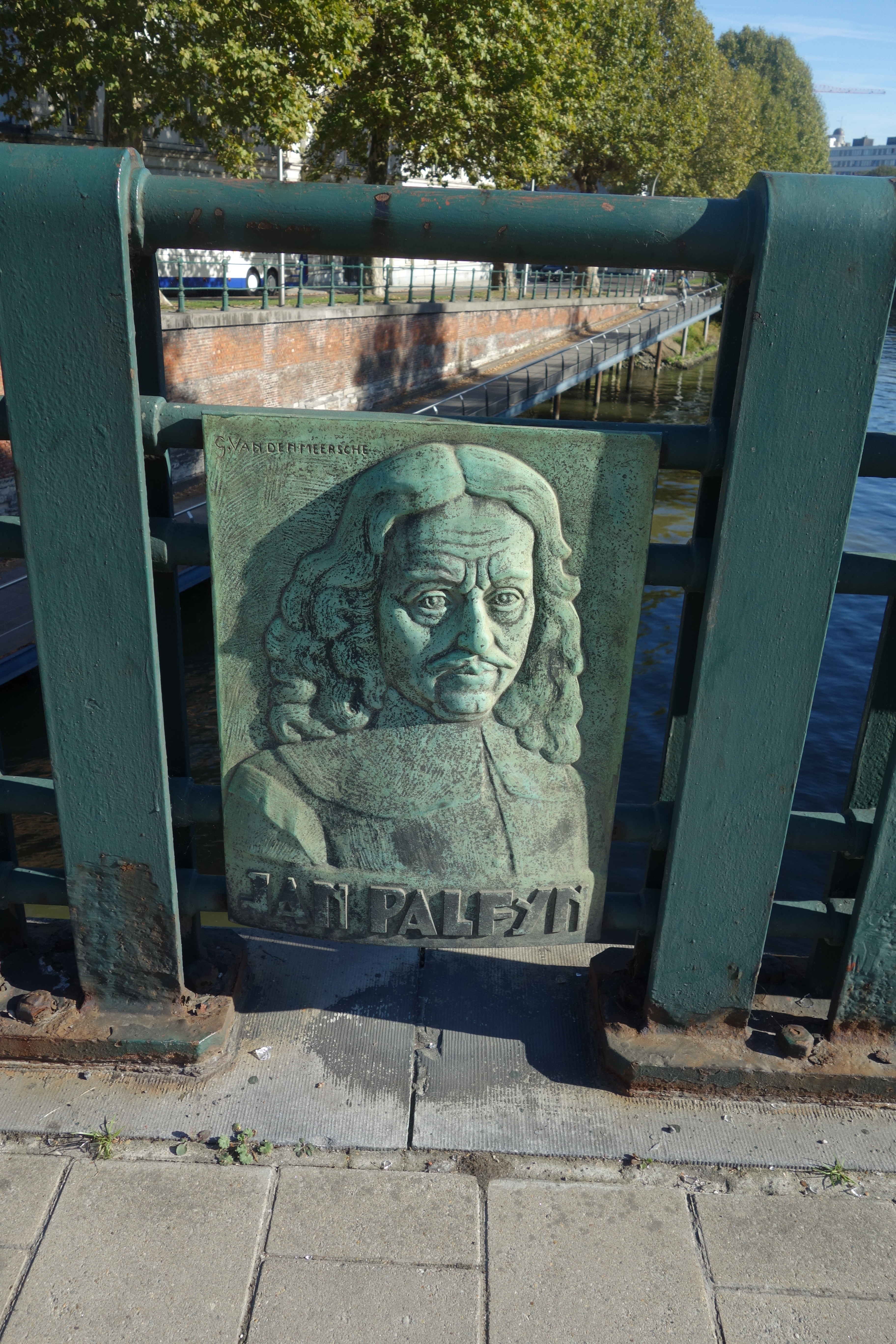
Plaquette Jan Palfyn (Gent)

Jan Palfijn was de zoon van barbier-chirurgijn Gillis Palfijn en Margareta de Roe. Nadat zijn vader hem het vak van chirurgijn had aangeleerd, ging Jan in zijn geboortestad lijken opgraven om ze te bestuderen, maar werd in 1670 betrapt en moest uit de stad vluchten en belandde in Gent bij het bevriend echtpaar Wallaert. Na een proeftijd van 3 jaar werd hij er in 1673 meester-chirurgijn en vertrok naar Parijs om er assistent te worden van Joseph-Guichard Duvernay.
Omstreeks 1675 keerde hij terug naar Kortrijk en huwde er met Margareta Wallaert (dochter van het bevriend echtpaar uit Gent), maar verliet in 1683 de stad opnieuw toen hij gestraft werd voor het bezit van een menselijk skelet en ze gingen in Ieper wonen. Nadat zijn eerste vrouw overleden was, hertrouwde hij met Maria Du Bois en toen die ook overleed, verhuisde hij in 1695 opnieuw naar Gent, waar hij in 1708 lector in de osteologie en chirurgie werd aan de Heelkundige School van Gent (die in 1663 opgericht was door het Collegium Medicum Gandavense). In die functie schreef hij verschillende boeken, waaronder het bekendste Heelkonstige ontleding van ’s menschen lighaam, dat in 1718 te Leiden werd uitgegeven.
In 1727 werd hij tot leraar in de ontleed- en heelkunde benoemd. Hij was ook pestmeester van de stad en werkte in het stadsziekenhuis De Bijloke, o.a. als breuk- en steensnijder.
In 1730 overleed hij.

## Verlostang
Verlostangen bestonden al, maar de ontwerpers hielden hun ontwerp vaak geheim. Zo deed ook de vermoedelijke uitvinder, de Brit Peter Chamberlen (1601-1683). Hij probeerde zijn uitvinding in 1670 voor 10.000 daalders aan de lijfarts van de Franse koning te verkopen, maar een demonstratie liep uit op een mislukking. Daarom had de verlossing voorlopig plaats onder een deken, die mede diende ter bescherming van de vinding van Chamberlen.
Ook de 17de-eeuwse stadsvroedmeester van Amsterdam Hendrik van Roonhuijsen (1625-1672) en zijn zoon Rogier hielden de door hen ontwikkelde verlostang uit de openbaarheid.
Jan Palfijn breekt met deze traditie en toont zijn ontwerp voor het eerst aan de Academie van Wetenschappen te Parijs. Het instrument bestaat uit twee losse lepels, bijeengehouden door een ketting of koord, en is voorzien van houten handvatten. Het apparaat houdt geen rekening met de bekkenkromming.
Later volgen vele verbeteringen (de lepels worden gekruist). In 1998 werd de verlostang nog altijd gebruikt bij 3,2 % van alle bevallingen in Nederland.

## Gedachtenis

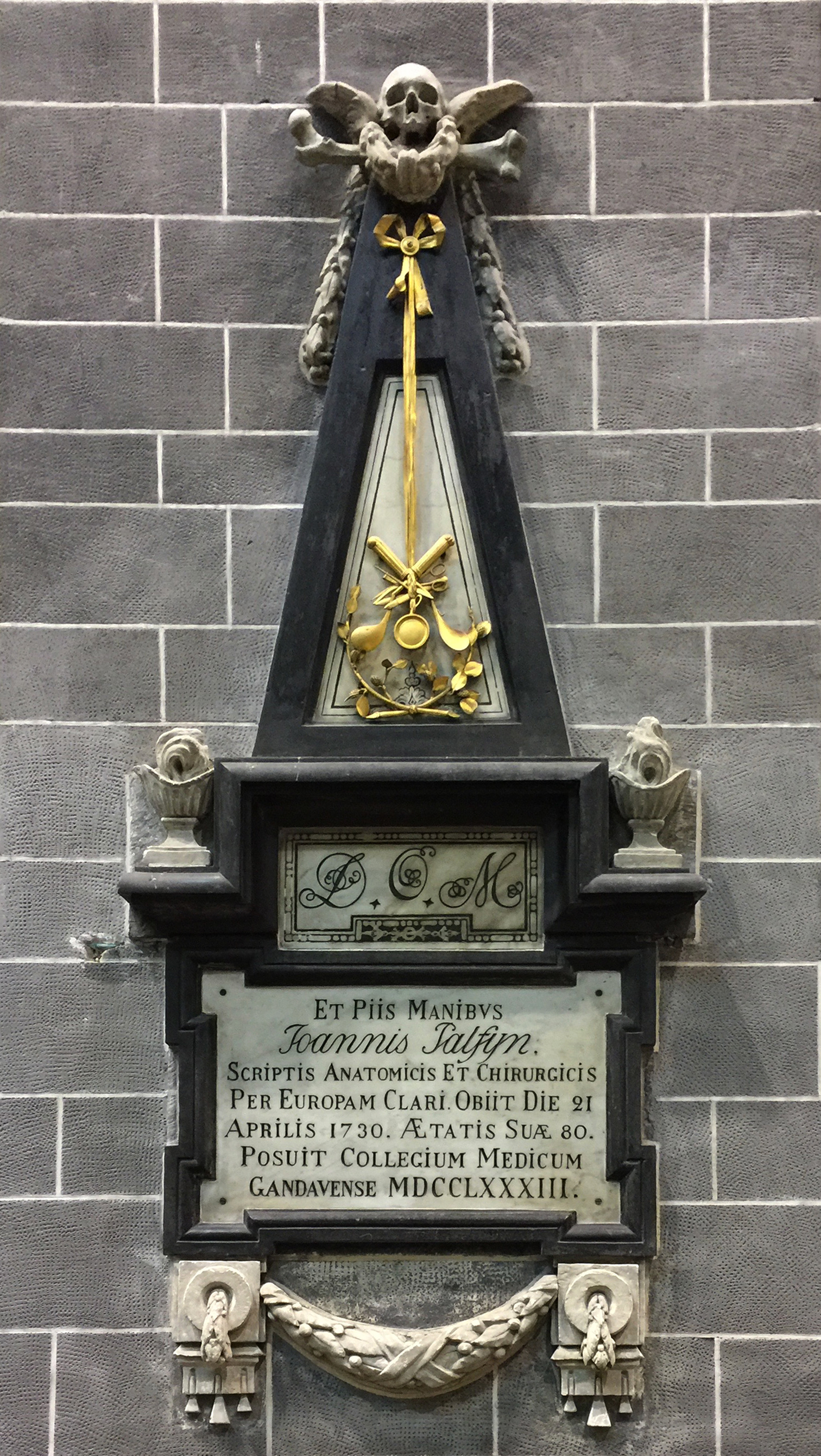
Eerste cenotaaf voor Jan Palfijn in de Sint-Jacobskerk te Gent

Toen in 1770-1773 in Parijs de Histoire de l'anatomie et de la chirurgie, contenant l'origine et les progrès de ces sciences werd uitgegeven, waarin Antoine Portal (1742-1832) de wetenschappelijke bijdrage van "Monsieur Palfin" in twijfel trok, was men in Gent zo verontwaardigd, dat het Collegium Medicum Gandavense in 1773 in de St-Jacobskerk te Gent een eerste cenotaaf liet plaatsen en een jaar later een tweede, gemaakt door beeldhouwer Karel van Poucke.
Op de Havermarkt in Kortrijk staat een bronzen standbeeld van Jan Palfijn van de hand van Thomas Vinçotte, onthuld in 1889.
In Gent en Merksem is een Jan Palfijn-ziekenhuis.

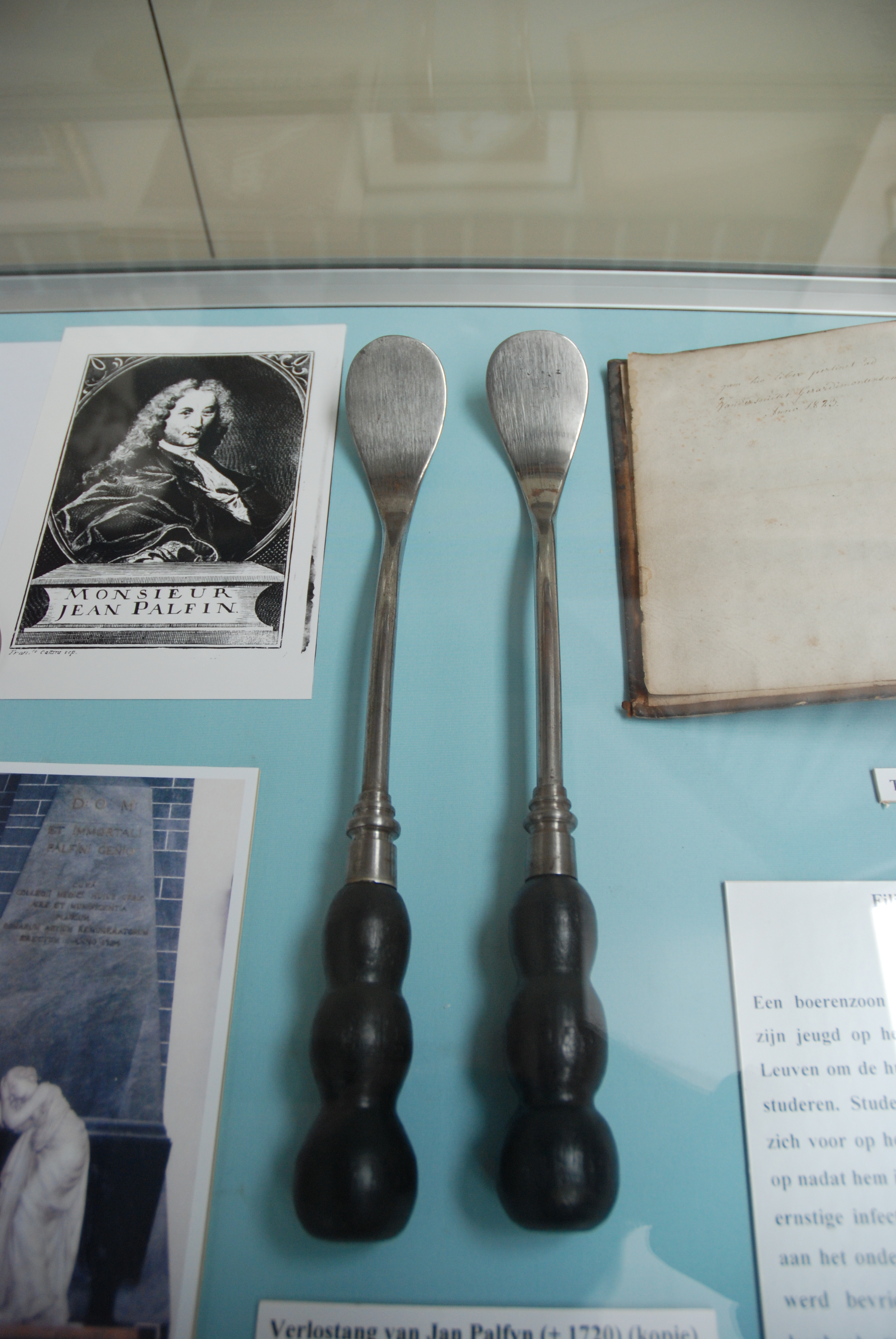
Kopie van de verlostang van Jan Palfijn in het Museum voor de Geschiedenis van de Geneeskunde te Gent

- Bibliothèque nationale de France: cb102500596 (data)
- Biografisch Portaal: 42125954
- Digitale Bibliotheek voor de Nederlandse Letteren: palf001
- Gemeinsame Normdatei: 119543087
- International Standard Name Identifier: 0000 0000 8345 0226
- Library of Congress Control Number: n82039318
- Nationale Bibliotheek van Tsjechië: nlk20000083477
- Nationale Bibliotheek van Israël: 987007325148405171
- Nederlandse Thesaurus van Auteursnamen: 074241273
- LIBRIS: 334870
- Système universitaire de documentation: 074558129
- Virtual International Authority File: 84793408
- WorldCat: E39PBJrGw8BM3kQQ8x9mKT3xXd